# Sui Generis
Ne doit pas être confondu avec Sui generis.
Sui Generis est un groupe de rock argentin, originaire de Buenos Aires. Formé en 1969, le groupe est très célèbre en Argentine pendant la première moitié des années 1970 jusqu'à sa séparation le 5 septembre 1975. Encore, il reste un symbole dans l'histoire du rock argentin. Le groupe se réunit pendant un an entre 2000 et 2001.

## Biographie
Charly García et Nito Mestre se rencontrent en 1969 alors qu'ils étudiaient à l'Instituto Social Militar Dr. Dámaso Centeno, situé dans le quartier de Caballito, près de chez eux. De l'union de leurs groupes respectifs (To Walk Spanish de Charly, et The Century Indignation de Nito Mestre), Sui Generis se forme ; le nom est trouvé par Charly lorsqu'il a passé en revue l'un de ses livres de lycée sur une montagne appelée Sui Generis.
À ses débuts, le groupe joue un style musical électrique et psychédélique inspiré par Vanilla Fudge et Procol Harum, deux groupes que García admirait. La formation de Sui Generis change à plusieurs reprises de membres. La première formation, plus ou moins stable, comprend Charly aux claviers et au chant, Nito à la flûte et au chant, Juan Belia à la guitare, Rolando Fortich à la basse, et Alberto Rodríguez à la batterie. Bientôt, la formation change, avec l'arrivée de Mario Carlos Piegari (co-auteur avec Charly de plusieurs chansons de cette période, telles que Natalio Ruiz, el hombrecito del sombrero gris), puis Alejandro Correa à la basse, Francisco Pratti à la batterie, Hugo Alfredo Negri à la basse, et Carlos Lareu à la guitare. Le projet ne progressant pas, García et Mestre finissent par rester seuls, à la suite de quoi ils décident d'aller de l'avant en duo. De cette formation, ils lancent des morceaux comme Monoblock, Te recuerdo invierno et l'opéra influencé par The Who, appelée Theo, el hijo de la luna.
À la fin de 1971, le jeune mouvement du rock argentin traverse des moments d'incertitude, car les trois groupes phares - Almendra, Los Gatos et Manal - se séparent, et leurs anciens membres essayent de créer de nouvelles formations : Spinetta forme Pescado Rabioso, Pappo commencer à répéter avec Pappo's Blues, et Billy Bond organise avec d'anciens membres de Manal et autres, son nouveau groupe sous le nom de La Pesada del Rock and Roll. 
En 1972, Sui Generis sort Vida, son premier album studio. Ils font participer des membres de La Pesada, Lito Lareu (guitare) et Paco Prati (batterie). L'album, produit par Jorge Álvarez et Billy Bond, se caractérise par un style folk américain avec des influences de Bob Dylan.

## Discographie
- 1972 : Vida
- 1974 : Confesiones de invierno
- 1975 : Pequeñas anécdotas sobre las instituciones
- 1975 : Adiós Sui Géneris, Partie I
- 1975 : Adiós Sui Géneris, Partie II
- 1975 : Adiós Sui Géneris, Partie III
- 1992 : Antologie de Sui Generis
- 2000 : Sinfonías para adolescentes
- 2001 : Si - Detrás de las paredes
- 2006 : Adios Sui Generis - DVD